# Zoltán Almási
Zoltán Almási (29 de agosto de 1976) é um jogador de xadrez da Hungria com diversas participações nas Olimpíadas de xadrez. Almási participou de todas as edições entre 1994 e 2014, e conquistou a medalha de prata em Bled 2006 e Tromsø 2014, jogando no terceiro tabuleiro. Individualmente, conquistou a medalha de prata em Khanty-Mansiysk 2010, jogando no segundo tabuleiro.